# Paleis Brukenthal

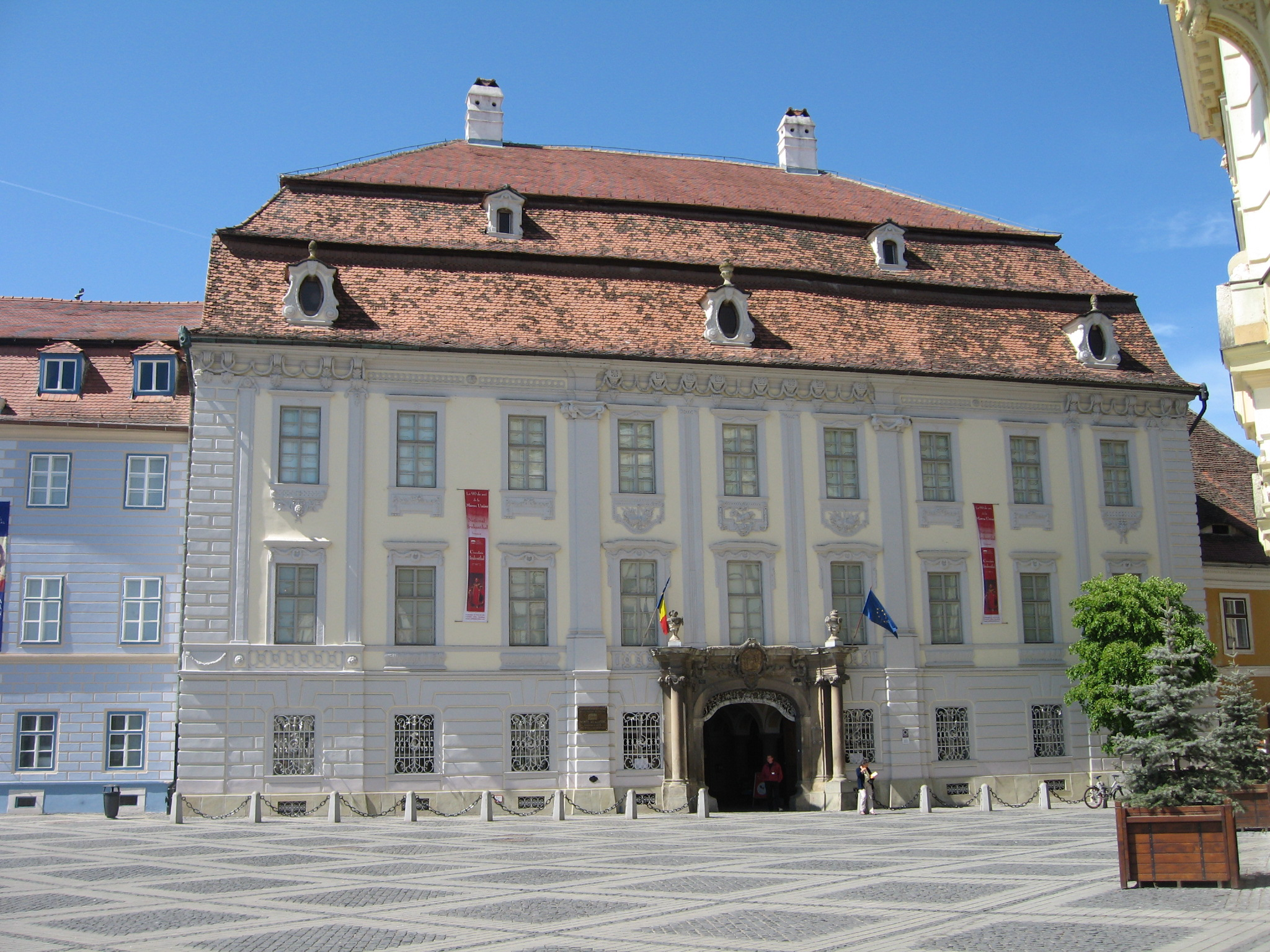
Paleis Brukenthal

Paleis Brukenthal (Duits: Brukenthal-Palais, Roemeens: Palatul Brukenthal, Hongaars: Brukenthal-palota) is een paleis in de Roemeense stad Sibiu dat tussen 1778 en 1788 werd gebouwd door baron Samuel von Brukenthal, die van 1777 tot 1787 gouverneur van Zevenburgen was in de Habsburgse monarchie. Het paleis werd zijn officiële woonst en werkplaats, en herbergde eveneens zijn kunstverzameling.
Het gebouw is sinds 2004 opgenomen op de lijst van historische monumenten van de stad Sibiu.

## Geschiedenis
De bouw werd aangevat na Brukenthals aanstelling tot gouverneur van het Habsburgse grootvorstendom Zevenburgen, een ambt dat hij bekleedde van 1777 tot 1787. De stijl was geïnspireerd op de barokke paleizen van Wenen. Het gebouw werd opgericht aan de westelijke zijde van de Großer Ring (Hongaars: Nagypiac, Roemeens: Piața Mare), het centrale plein van het historisch grotendeels Duitstalige (Zevenburger Saksen) Sibiu. Daarnaast had Brukenthal ook een zomerresidentie in Freck, waarvan de bouw in 1760 werd begonnen.

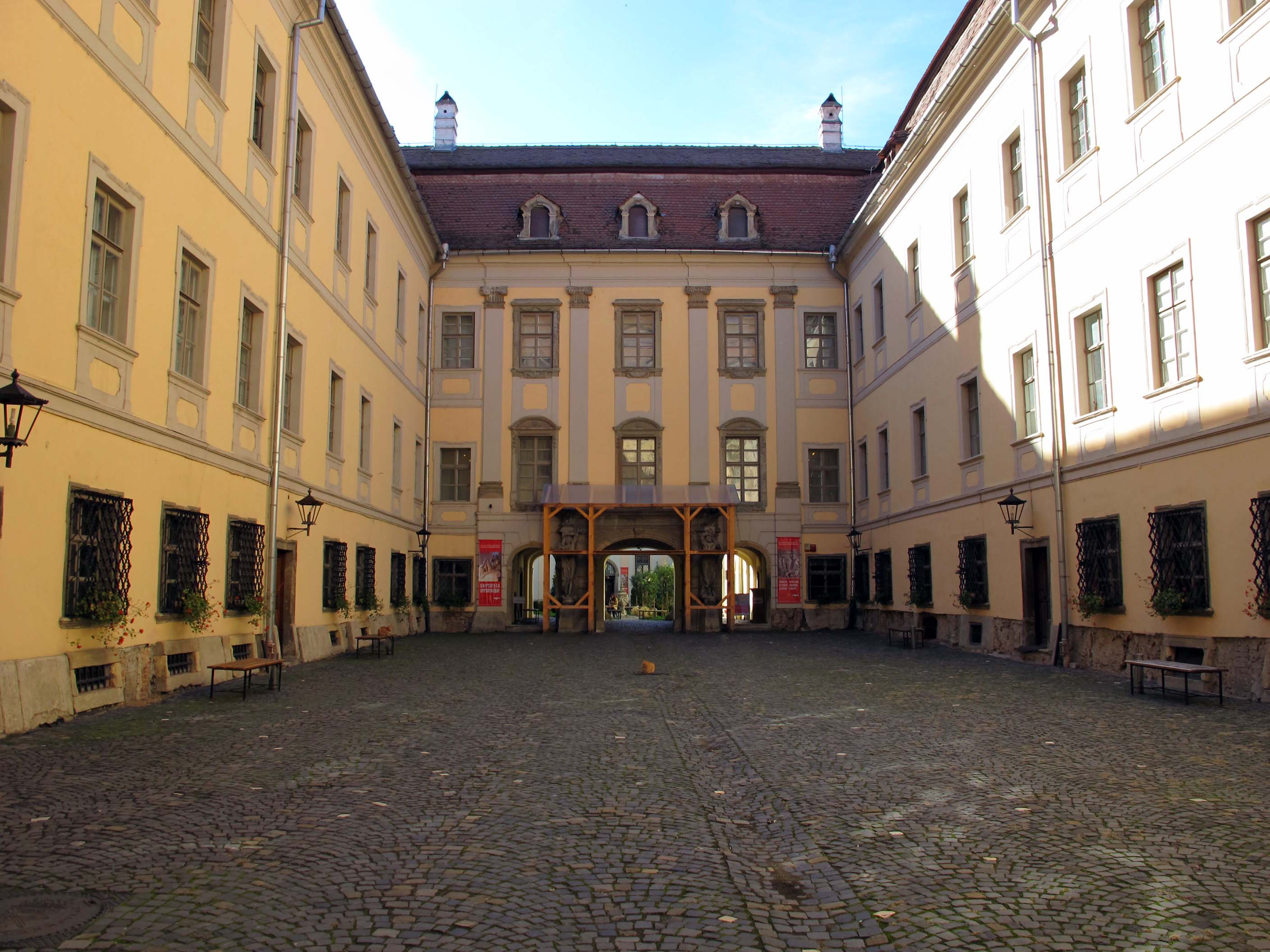
De voorste binnenplaats

De huidige voorgevel is in barokke stijl. In het midden van de gevel bevindt zich een stenen portaal met versierde zuilen en andere decoratieve elementen die typisch zijn voor de barok, zoals urnen, rozetten en bloemenslingers. Het paleis is opgebouwd volgens een rechthoekig plan. De voorste binnenplaats wordt van de tweede binnenplaats (die onder andere de paardenstallen herbergde) gescheiden door een tweede portaal, gelijkaardig aan het voorportaal.
Brukenthal had zijn kunstverzamelingen op die manier ingericht, dat ze vanaf 1790 konden worden bezichtigd, drie jaar voor de opening van het Louvre-museum. Het Brukenthalmuseum, dat er nog steeds gevestigd is, werd officieel geopend in 1817, hetgeen dit het oudste museum van Roemenië maakt.
Het gebouw werd gerenoveerd in 2006. In 2007 was Sibiu (samen met Luxemburg) culturele hoofdstad van Europa.

## Galerij

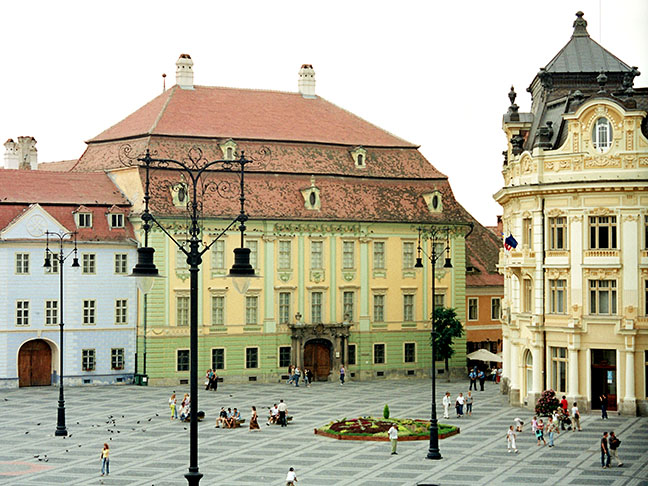
Paleis Brukenthal vóór de renovatie
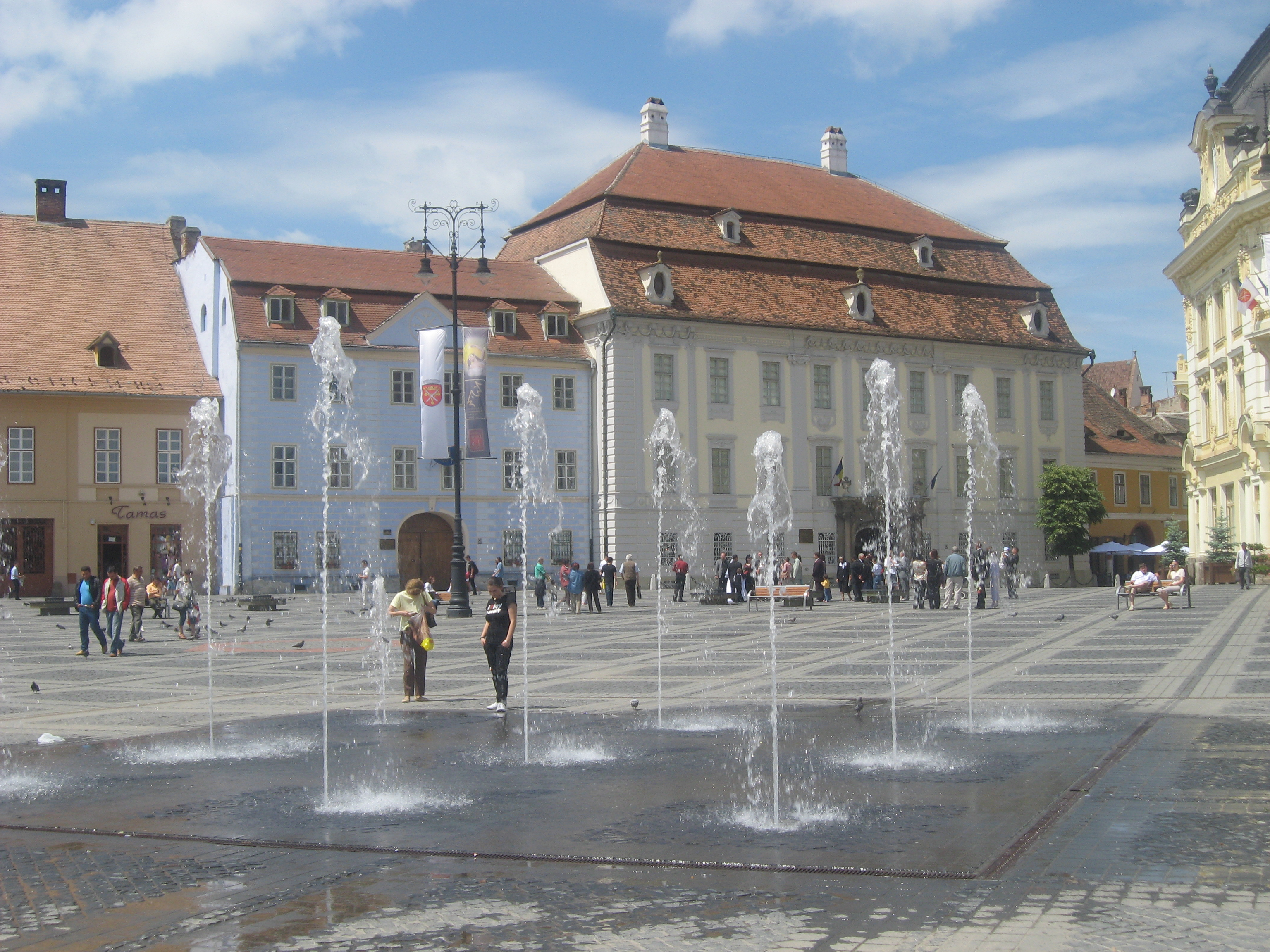
Piața Mare met het paleis na de renovatie
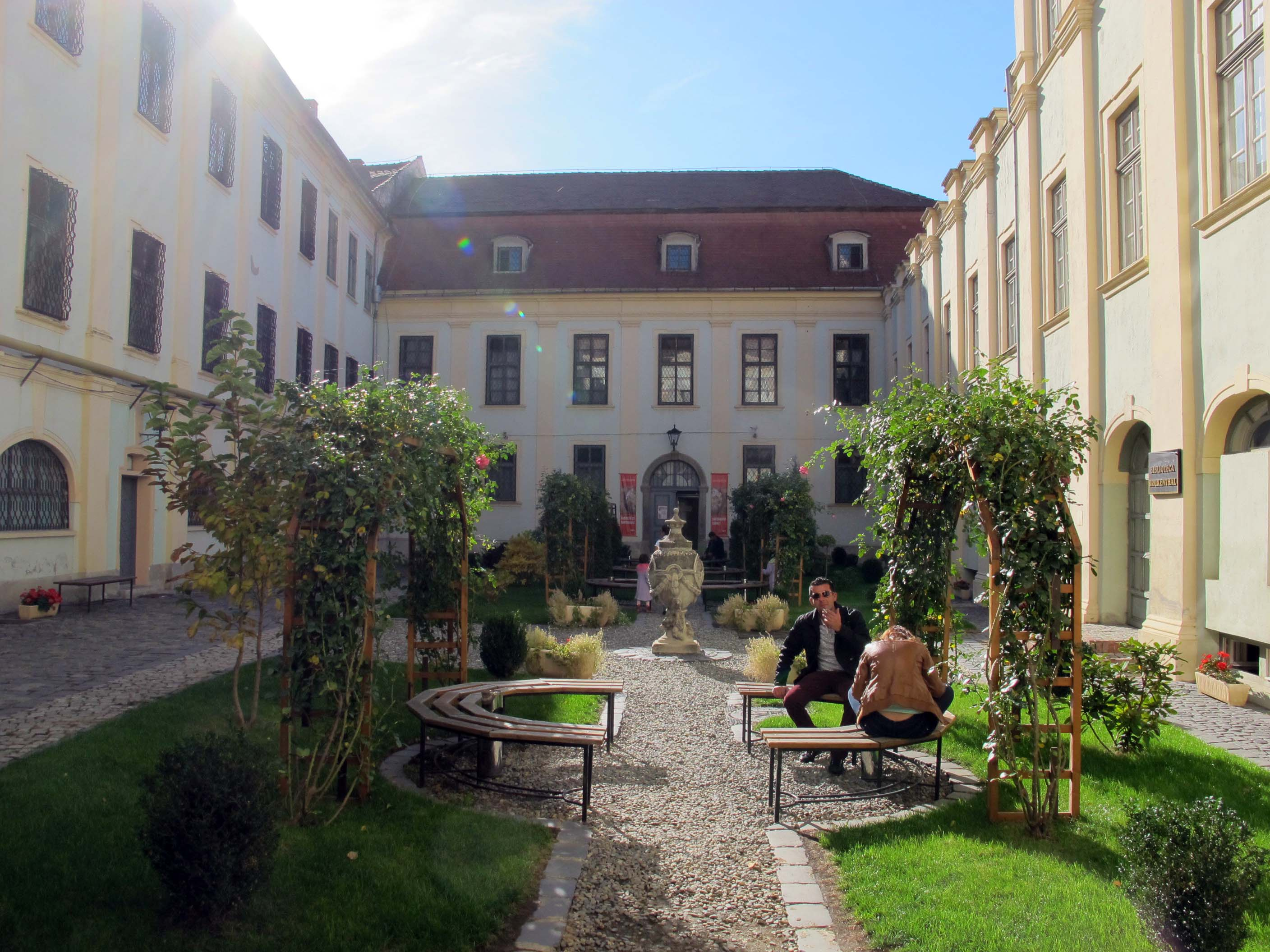
Achterste binnenplaats
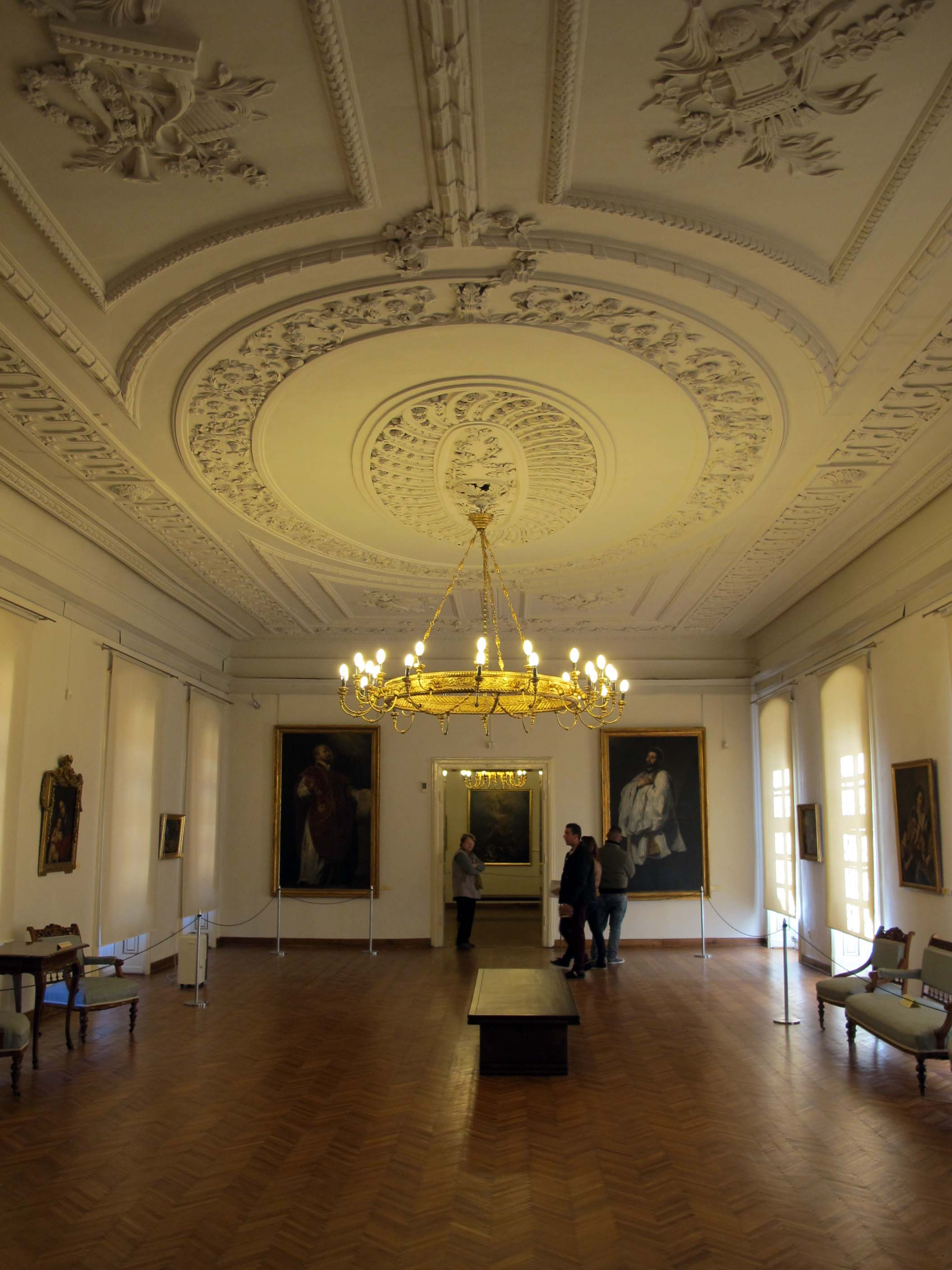
Binnenin het paleis